# DeMarcco Hellams
DeMarcco Hellams (Washington D. C., 5 de junio de 2000) es un jugador profesional estadounidense de fútbol americano, se desempeña en la posición de safety en Atlanta Falcons, en la National Football League (NFL).

## Carrera
Fue seleccionado en la Reunión Anual de Selección de Jugadores de la NFL de 2023. Hizo su debut profesional con el equipo Atlanta Falcons, lleva jugando una temporada.